# Yamaha Factory Racing Team
A Yamaha Factory Racing Team é a equipa oficial da Yamaha no MotoGP. Atualmente conta com o motociclista francês Fábio quartararo e o Italo brasileiro Franco Morbidelli, que se estreia em 2022 por esta equipa, vindo da Petronas SRT .
Ambos conduzem uma Yamaha YZR-M1, tal como Johann Zarco e Jonas Folger, da equipa Yamaha Tech 3. 
A equipa coordenada por Lin Jarvis já conquistou o total de 7 campeonatos na classe de MotoGP, sendo que 4 foram com Valentino Rossi (2004, 2005, 2008, 2009) e 3 com Jorge Lorenzo (2010, 2012, 2015). 